# Dinoprora nyctereutica
Dinoprora nyctereutica är en fjärilsart som beskrevs av Turner 1942. Dinoprora nyctereutica ingår i släktet Dinoprora och familjen nattflyn. Inga underarter finns listade i Catalogue of Life.